# Andriej Katkow
Andriej Apollon Władimirowicz Katkow MIC (ros. Андрей Аполлон Владимирович Катков; ur. 26 października 1916 w Irkucku, zm. 18 września 1995) – rosyjski duchowny katolicki, marianin, wizytator apostolski katolików rosyjskich.

## Biografia
Urodził się w Irkucku w prawosławnej rodzinie, skąd jego rodzice uciekli niebawem do Chin przed władzą bolszewików. Tam uczył się w prowadzonym przez rosyjskokatolickich marianów Liceum Świętego Mikołaja w Harbinie. Po konwersji na katolicyzm, 4 grudnia 1938 wstąpił do Zgromadzenia Księży Marianów Niepokalanego Poczęcia Najświętszej Maryi Panny, w którym 1941 złożył śluby wieczyste i 30 lipca 1944 z rąk biskupa tytularnego piońskiego Aleksandra Jewreinowa otrzymał święcenia prezbiteriatu.
14 listopada 1958 papież Jan XXIII mianował go wizytatorem apostolskim katolików rosyjskich oraz biskupem tytularnym naupliańskim. 21 grudnia 1958 przyjął sakrę biskupią z rąk urzędnika Kurii Rzymskiej abpa Aleksandra Jewreinowa. Współkonsekratorami byli wizytator apostolski dla grekokatolików w Europie Zachodniej abp Iwan Buczko oraz biskup tytularny Heracleopolis Magna Paolo Meletijew.
Jako ojciec soborowy wziął udział w soborze watykańskim II. W sierpniu 1969 na zaproszenie Wydziału Zewnętrznych Stosunków Cerkiewnych Patriarchatu Moskiewskiego odwiedził Związek Sowiecki, gdzie m.in. spotkał się z prawosławnym patriarchą Moskwy i całej Rusi Aleksym I.
W 1978 przeszedł na emeryturę.